# Rejent (czasopismo)
Rejent – czasopismo naukowe (miesięcznik)  wydawane przez Stowarzyszenie Notariuszy Rzeczypospolitej Polskiej od 1991 r, którego współtwórcą był  Romuald Sztyk.

## Opis
Na swych łamach miesięcznik zamieszcza artykuły, glosy i recenzje dotykające tematyki szeroko rozumianego prawa obrotu nieruchomościami. Miesięcznik „Rejent” jest czasopismem naukowym, umieszczonym na liście czasopism naukowych Ministerstwa Nauki i Szkolnictwa Wyższego oraz indeksowanym na międzynarodowej, specjalistycznej platformie promującej osiągnięcia nauki – Copernicus International. Głównym obszarem zainteresowania “Rejenta” są najbardziej aktualne problemy naukowo-badawcze z zakresu prawa prywatnego (przede wszystkim prawa rzeczowego, prawa kontraktów, prawa spadkowego, prawa rodzinnego, prawa spółek i prawa międzynarodowego prywatnego), a także innych dziedzin i dyscyplin prawniczych związanych z wykonywaniem zawodu notariusza (zwłaszcza ustroju notariatu, elektronicznego postępowania wieczystoksięgowego). Zgodnie z koncepcją merytoryczną czasopisma publikowane są w nim opracowania wyjaśniające nowe instytucje prawne oraz analizy odnoszące się do rozwiązań przyjętych w zagranicznych porządkach prawnych.
Pismo jest indeksowane na polskiej liście czasopism punktowanych MEiN (100 pkt.) oraz w Indeksie Copernicus.

## Redaktorzy naczelni
Redaktorzy naczelni:
- 1991–2007: not. Romuald Sztyk[5]
- 2007–2012: dr hab. Jerzy Jacyszyn[5][6][7]
- od  2013[8]: prof. UWM dr hab.[9] Adam Bieranowski[10]

## Rada programowa
W skład rady programowej wchodzą, poza redaktorem naczelnym, m.in. profesorowie Edward Drozd, Józef Frąckowiak, Jacek Gołaczyński, Jacek Górecki, Marek Leśniak, Piotr Machnikowski, Elwira Marszałkowska-Krześ, Adam Olejniczak, Aleksander Oleszko, Andrzej Mączyński, Maksymilian Pazdan, Jerzy Pisuliński, Wojciech Popiołek i Mirosław Stec oraz notariusze: Wojciech Fortuński, Czesław Waldemar Salagierski, Bogusław Tymecki i Leszek Zabielski. Członkiem rady był też Wolfgang Żmudziński (1934–2023), honorowy prezes Stowarzyszenia Notariuszy Rzeczypospolitej Polskiej.